# Роял Леопардс
Футбольний клуб «Роял Леопардс» або просто Роял Леопардс (англ. Royal Leopards Football Club) — свазілендський футбольний клуб, який базується у місті Сімує. Один з найсильніших футбольних клубів Есватіні на початку XXI століття.

## Історія
Футбольний клуб «Роял Леопардс» був утворений в 1980 році в місті Сімує тодішнім комісаром поліції при Департаменті Королівської поліції, Спорту та Благоустрою Свазіленду,. Штаб-квартира клубу знаходиться в місті Лобамба. Спочатку команда виступала у Молодіжному чемпіонаті Манзіні, і пройшла через всі футбольні ліги країни допоки в 1982 році не був заявлений до Прем'єр-ліги.
Гравці клубу є, переважно, співробітниками поліції і за останні десять років клуб виграв багато трофеїв, і, таким чином, здобув популярність і підтримку з боку уболівальників. На сучасному етапі Роял Леопардс підтримують не лише співробітники поліцейських сил та їх сім'ї, але й багато звичайних уболівальників. За підсумками сезону 2010/2011 років клуб посів п'яте місце серед найбільш підтримуваних клубів в Прем'єр-лізі Свазіленду.
На міжнародному рівні клуб брав участь в 6 континентальних турнірах, де його найкращим досягненням стала участь у Кубку конфедерації КАФ 2012 та 2015 років, де вони поступилися у другому раунді відповідно Клуб Африкен з Тунісу та Віта (Кіншаса), однією з небагатьох команд зі Свазіленду, які доходили до цих стадій турніру.

## Досягнення
- Свазілендська МТН Прем'єр-ліга:
  -  Чемпіон (6): 2006, 2007, 2008, 2014, 2015, 2016
  -  Срібний призер (3): 2008/09, 2011/12, 2024/25
  -  Бронзовий призер (1): 2004/05

- Кубок Свазіленду з футболу‎:
  -  Володар (3): 2007, 2011, 2014
  -  Фіналіст (2): 1992, 2008

- Благодійний Кубок Свазіленду:
  -  Володар (3): 2006, 2013, 2015
  -  Фіналіст (3): 2002, 2014

- Свазілендський кубок Торгової палати:
  -  Володар (1): 2004

## Статистика виступів на континентальних турнірах
| Сезон | Турнір                 | Раунд      | Клуб              | Вдома | На виїзді | Загалом        |
| ----- | ---------------------- | ---------- | ----------------- | ----- | --------- | -------------- |
| 1999  | Кубок КАФ              | 1          | Нкана             | 1-6   | 2-2       | 3-8            |
| 2007  | Ліга чемпіонів КАФ     | Попередній | Мамелоді Сандаунз | 0-2   | 2-4       | 2-6            |
| 2008  | Ліга чемпіонів КАФ     | Попередній | Дайнамоз          | 0-1   | 0-2       | 0-3            |
| 2009  | Ліга чемпіонів КАФ     | Попередній | Петру Атлетіку    | 0-3   | 0-3       | 0-6            |
| 2012  | Кубок конфедерації КАФ | Попередній | Ред Ерроуз        | 1-0   | 0-0       | 1-0            |
| 2012  | Кубок конфедерації КАФ | 1          | Тшинкунку         | 1-1   | 2-1       | 3-2            |
| 2012  | Кубок конфедерації КАФ | 2          | Клуб Африкен      | 0-1   | 2-4       | 2-5            |
| 2015  | Кубок конфедерації КАФ | Попередній | Бідвест Вітс      | 3-0   | 0-3       | 3-3 (7-6 пен.) |
| 2015  | Кубок конфедерації КАФ | 1          | Петру Атлетіку    | 2-2   | 1-0       | 3-2            |
| 2015  | Кубок конфедерації КАФ | 2          | Віта (Кіншаса)    | 1-0   | 1-4       | 2-4            |

## Відомі гравці
- Мфана Фузі Бембе